# 将台乡 (宕昌县)
将台乡，是中华人民共和国甘肃省陇南市宕昌县下辖的一个乡镇级行政单位。

## 行政区划
将台乡下辖以下地区：
毕沙村、下巴山村、罗家村、青岗村、将台村、隆家村、田麻村和罗沙村。